# 可食松果菌
可食松果菌（学名：Strobilurus esculentus）是一种常见的可食菌类，通常春天在落在地上的松果上可以找到。

## 描述
菌盖为凸的，呈棕灰色，直径可长至1-3厘米。颜色有时候也呈白色或者棕黑色。菌褶很密集，白色，有点波状。孢子是白色的。菌柄为棕灰色，顶部为白色。